# Frank Silvera
Frank Alvin Silvera (Kingston, 24 luglio 1914 – Pasadena, 11 giugno 1970) è stato un attore statunitense.

## Biografia
Nato a Kingston, in Giamaica, da padre ebreo spagnolo e madre giamaicana, si trasferì con la famiglia a Boston dove studiò nelle scuole locali. Frequentò in seguito l'Actors Studio. Per il volto caratteristico e per la carnagione Silvera interpretò soprattutto ruoli da caratterista che evidenziavano l'etnia del personaggio (dal messicano all'asiatico) grazie al mix di tratti latini e africani, e contribuendo alla notorietà (alla pari di colleghi celebri quali Sidney Poitier) degli attori di colore, in un'epoca in cui erano ben pochi quelli che emergevano nello star system.
Candidato al Tony Award al miglior attore non protagonista in uno spettacolo nel 1963 per l'interpretazione teatrale de La signora delle camelie, durante la sua carriera (iniziata negli anni quaranta) lavorò sia sul piccolo che sul grande schermo. Diretto due volte da Stanley Kubrick all'inizio della sua carriera di regista, in Paura e desiderio (1953) e ne Il bacio dell'assassino (1955), Silvera partecipò a 14 episodi della serie televisiva Ai confini dell'Arizona, nel ruolo di Don Sebastian Montoya.
Morì prematuramente in modo accidentale, folgorato nella sua abitazione a Pasadena (California) nel giugno 1970 a 55 anni, mentre riparava un tritarifiuti del lavello della cucina.

## Filmografia parziale

### Cinema
- L'ultimo fuorilegge (The Cimarron Kid), regia di Budd Boetticher (1952)
- Viva Zapata!, regia di Elia Kazan (1952)
- Nostra Signora di Fatima (Our Lady of Fatima), regia di John Brahm (1952)
- Paura e desiderio (Fear and Desire), regia di Stanley Kubrick (1953)
- Il bacio dell'assassino (Killer's Kiss), regia di Stanley Kubrick (1955)
- La febbre del delitto (Crime & Punishment, USA), regia di Denis Sanders (1959)
- Il diavolo in calzoncini rosa (Heller in Pink Tights), regia di George Cukor (1960)
- Tempesta sulla Cina (The Mountain Road), regia di Daniel Mann (1960)
- Il cerchio della violenza (Key Witness), regia di Phil Karlson (1960)
- Gli ammutinati del Bounty (Mutiny on the Bounty), regia di Lewis Milestone e Carol Reed (1962)
- La porta dei sogni (Toys in the Attic), regia di George Roy Hill (1963)
- La più grande storia mai raccontata (The Greatest Story Ever Told), regia di George Stevens (1965)
- A sud-ovest di Sonora (The Appaloosa), regia di Sidney J. Furie (1966)
- Il massacro del giorno di San Valentino (The St. Valentine's Day Massacre), regia di Roger Corman (1967)
- Hombre, regia di Martin Ritt (1967)
- La notte dell'agguato (The Stalking Moon), regia di Robert Mulligan (1968)
- Tradimento (Up Tight!), regia di Jules Dassin (1968)
- Che!, regia di Richard Fleischer (1969)
- Le pistole dei magnifici sette (Guns of the Magnificent Seven), regia di Paul Wendkos (1969)
- Io sono Valdez (Valdez Is Coming), regia di Edwin Sherin (1971)

### Televisione
- The Further Adventures of Ellery Queen – serie TV, episodio 1x13 (1958)
- Ricercato vivo o morto (Wanted: Dead or Alive) – serie TV, episodi 1x13 (1958)
- Hong Kong – serie TV, episodio 1x04 (1960)
- Thriller – serie TV, episodio 1x06 (1960)
- The New Breed – serie TV, episodio 1x31 (1962)
- Ai confini della realtà (The Twilight Zone) – serie TV, episodio 3x27 (1962)
- The Dick Powell Show – serie TV, episodio 2x09 (1962)
- The Travels of Jaimie McPheeters – serie TV, episodio 1x07 (1963)
- La grande avventura (The Great Adventure) – serie TV, episodio 1x26 (1964)
- L'ora di Hitchcock (The Alfred Hitchcock Hour) – serie TV, episodio 3x04 (1964)
- Mr. Novak – serie TV, episodio 2x08 (1964)
- Gli uomini della prateria (Rawhide) – serie TV, episodio 7x29 (1965)
- I giorni di Bryan (Run for Your Life) – serie TV, episodio 2x15 (1966)
- Le spie (I Spy) – serie TV, episodio 1x24 (1966)
- Selvaggio west (The Wild Wild West) – serie TV, episodio 3x05 (1967)
- Ai confini dell'Arizona (The High Chaparral) – serie TV, 14 episodi (1967-1970)
- Disneyland – serie TV, 4 episodi (1968-1071)
- Hawaii Squadra Cinque Zero (Hawaii Five-O) – serie TV, episodio 3x15 (1970)

## Doppiatori italiani
- Giorgio Capecchi in Nostra Signora di Fatima, Il bacio dell'assassino
- Achille Majeroni in Viva Zapata!
- Arturo Dominici in La più grande storia mai raccontata
- Lauro Gazzolo in A sud-ovest di Sonora
- Carlo Romano in Il massacro del giorno di San Valentino
- Glauco Onorato in Hombre
- Cesare Polacco ne L'ultimo fuorilegge
- Dario Oppido in Paura e desiderio